# منطقة كاراولي
كاراولي رمزها «KA» (بالإنجليزية: Karauli)‏ ، هو تقسيم إداري لدولة الهند تتبع ولاية راجاستان (بالإنجليزية: Rajasthan)‏ ، مركزها هو مدينة كاراولي (بالإنجليزية: Karauli)‏ عدد سكانها حسب تعداد سنة 2001 هو 1,205,631 ، مساحتها 5,530 كم² وكثافة السكان 218 لكل كم² .